# Arthur Kraußneck

Arthur Kraußneck

Arthur Kraußneck (* 9. April 1856 in Ballethen/Ostpreußen; † 21. April 1941 in Berlin; geboren als Arthur Carl Gustav Müller) war ein deutscher Schauspieler.

## Laufbahn
Er begann seine Bühnenlaufbahn 1874 in Mecklenburg und spielte dann an den Theatern von Oldenburg, Stettin, Königsberg, Meiningen und Karlsruhe. 1884 kam er an das Deutsche Theater in Berlin. Hier wurde er bekannt in der Titelrolle des Wilhelm Tell und als Franz Moor in Die Räuber. 1889 wechselte er an das Berliner Theater, ab 1894 agierte er wieder am Deutschen Theater. Von 1897 bis zum Ende seiner Karriere 1932 gehörte er zum Ensemble des Königlichen Schauspielhauses, das 1919 in „Staatstheater“ umbenannt wurde.
Kraußneck spielte hier viele bedeutende Rollen, darunter die Titelfiguren in Wallenstein, Julius Cäsar und Nathan der Weise. In späteren Jahren stand er oft an der Seite von Fritz Kortner auf der Bühne, er verkörperte Attinghausen in Wilhelm Tell (1919), Lodovico in Othello (1921), Andrea Doria in Die Verschwörung des Fiesco zu Genua (1921),  Duncan in Macbeth (1922), Blücher in Napoleon oder Die hundert Tage (1922), Gottschalk in Das Käthchen von Heilbronn (1923), Rüdiger in Hebbels Die Nibelungen, Gordon in Wallenstein (1924 und 1931), Kottwitz in Prinz Friedrich von Homburg (1925), Teiresias in König Ödipus (1929), Kaiser in Götz von Berlichingen (1930) und Gottvater in Faust I (1932).
Einige Male wirkte er in den 20er Jahren in Filmen mit. In der Volksstück-Adaption Mein Leopold war er 1924 in einer Hauptrolle als alter Schuster Weigelt zu sehen. In Arthur von Gerlachs Ufa-Großproduktion Zur Chronik von Grieshuus (1923–25) nach Theodor Storm spielte er den Patriarchen, in Friedrich Zelniks Verfilmung des Theaterstücks Die Weber (1927) von Gerhart Hauptmann den pazifistischen Greis Hilse. Im zweiten Teil von Friedrich Fehers und Leopold Jessners Maria Stuart-Film (1927) tritt er auf als Burgherr Norfolk.
Im April 1930 trat er von der Bühne ab und zog sich ins Privatleben zurück. Seine letzte Rolle war der Große Kurfürst im Prinz von Homburg.
Arthur Kraußneck starb, zwölf Tage nach seinem 85. Geburtstag, am 21. April 1941 in Berlin. Beigesetzt wurde er auf dem Friedhof Zehlendorf. Das Grab ist nicht erhalten.

## Filmografie
| - 1920: Das Mädchen aus der Ackerstraße, 2. Teil - 1920: Die Todeskarawane - 1921: Dämonische Treue - 1921: Die Abenteurerin von Monte Carlo - 1922: Grenzwacht im Schnee - 1922: Liebes-List und -Lust - 1922: Der Graf von Charolais - 1924: Die Todgeweihten - 1924: Mein Leopold - 1925: Zur Chronik von Grieshuus | - 1926: Die Mühle von Sanssouci - 1926: An der schönen blauen Donau - 1926: Liebe - 1927: Prinz Louis Ferdinand - 1927: Die Weber - 1927: Das tanzende Wien - 1927: Der große Unbekannte - 1927: Das Mädchen mit den fünf Nullen - 1927: Maria Stuart - 1928: Luther – Ein Film der deutschen Reformation |

## Tonaufnahmen
- Arthur Kraußneck spricht auf der Schellack-Schallplatten-Marke GNOM[3] zwischen den Bestellnummern 87 und 97 ca. 12 Gedichte von W. Hey (1789–1854), wie z. B. "Vogel am Fenster", "Kind", "Schwan und Kind". Einige davon befinden sich im DMA Berlin.